# Supercontagiadores
Supercontagiadores son todos los organismos comúnmente personas, con una capacidad superior para trasmitir virus y enfermedades infecciosas. Los epidemiólogos indican que cualquier persona puede ser un supercontagiador si tiene el virus y se encuentra en contacto con un grupo de personas en el momento y lugar inadecuado. Además es probable que algunas personas transmitan el virus incluso cuando no se han generado los primeros síntomas.

## Historia del descubrimiento
A inicios del los años 1900, una cocinera irlandesa, que laboraba en New York llamada "Mary Mallon" contagió de tifus a una multitud de personas. Ella no tenía ningún síntoma; sin embargo fue confinada en el Hospital de Riverside, fue liberada en 1910 con el compromiso de que no volviera a laborar como cocinera.
En 1915 alrededor de 25 personas se contagiaron de tifus en el Sloan Maternity Hospital de Manhattan. Tras las investigaciones se descubrió que una de las cocineras de la institución "Mary Brown" en realidad su nombre era "Mary Mallon". Fue apodada por los medios como la "tifoidea" y fue puesta nuevamente en el Hospital de Riverside donde falleció posteriormente en el año de 1938.

## Transmisión
El SARS-CoV-2 que es un coronavirus de tipo 2 causante del (COVID-19) ha registrado episodios de gran contagio a grupos de personas de forma masiva en diferentes países del mundo. Se estima que solo el 20% de las personas están contribuyendo al 80% del total de las transmisiones del virus. Estas personas cuyo motivo es desconocido serían portadoras  de una carga viral más elevada aunque también puede ser que se encontraran en las primeras fases de infección o son asintomáticas.
Para que se produzca un contagio deben darse varias circunstancias, encontrarse en un mismo perfil genético que se repita varias veces, lo que quiere decir que una sola persona es capaz de contagiar a varias personas y la segunda es por una cadena de contagio, la cual consiste en que una persona transmite el virus a una persona y esta persona a otra persona y así sucesivamente.
Según un estudio en España hecho por investigadores de la Universidad de Santiago de Compostela (USC) y el hospital universitario de la ciudad gallega (SERGAS), con una muestra de 5000 genomas del virus se observó las mutaciones para reconstruir el comportamiento del patógeno desde su origen; dando como resultado una estabilidad que indica que las vacunas que se están desarrollando tengan un mejor efecto. Otro hallazgo son los cuellos de botella los cuales indican que a partir de ese punto se transmiten a un número masivo de personas y por ellos los autores hablan de la presencia de Supercontagiadores donde solo unas docenas de individuos, contagian a más de 20 individuos y se obtiene la explicación de  más de la mitad de los 5000 casos estudiados.

### Transmisión con aerosoles
Se ha demostrado que algunos factores que favorecen la propagación de los virus son más elevados en lugares cerrados con poco flujo de aire vs al aire libre debido a que el virus se transmite no solo a través de fluidos sino también de los aerosoles los cuales duran en el aire más tiempo que las pesadas gotas. Esto también es superior cuando una persona habla más fuerte o incluso grita.

## Epidemiología
Para determinar si existen los Supercontagiadores por ejemplo en el (COVID-19), se debe hacer mención al índice R0 el cual es fundamental en el seguimiento a las epidemias. El Índice R0  indica la contagiosidad de un virus, también indica el número de casos que se producirían a partir de un caso anterior. En resumen indica el número de personas contagiadas a partir de una misma persona.

## Riesgos
Las medidas de prevención dependen siempre del nuevo número de contagios generados, por eso es tan importante el índice R0, es decir, a cuantas personas en promedio se puede infectar a alguien con el virus. el objetivo es mantener ese índice siempre por debajo de 1. También se debe tener en cuenta el factor de dispersión K, el cual indica cuan a menudo aparece la enfermedad y en donde se pueden producir clústeres de contagio; también el objetivo es mantener este factor en el valor más bajo posible.